# Provinciehuis (Drenthe)
Het provinciehuis van Drenthe bevindt zich in de provinciehoofdstad Assen.

## Geschiedenis
Vanaf begin 17e eeuw vergaderde het Drents bestuur in een vleugel van het voormalig klooster Maria in Campis aan de Brink. Eind 19e eeuw werd deze vleugel vervangen door het Gouvernementsgebouw (nu onderdeel van het Drents Museum). In 1973 werd het huidige provinciehuis aan de Westerbrink opgeleverd. Het werd, net als het provinciehuis van Overijssel, ontworpen door prof. Marius Duintjer. 
In 1978 vond in het provinciehuis door een Molukse groepering gijzeling plaats. Tijdens deze gijzeling vonden twee mensen de dood.
In 1984 werd het gebouw uitgebreid. In 1994 en 2009-2011 vonden renovaties plaats. Bij de laatste renovatie werd het gebouw aan de moderne eisen aangepast. De vernieuwde werkomgeving ondersteunt een werkwijze die is gericht op samenwerken, ontmoeten en contact. Dit is terug te zien in een duurzaam gebouw met transparante ruimten, trefpunten en andere voorzieningen.

## Kunstwerken
In en om het provinciehuis zijn diverse kunstwerken te vinden. Bij de entree staat Verzonken verleden (1997) van Marjan Geboers. Op het terrein om het provinciehuis staan onder meer de Drie maagden (1973) van André Schaller en de Amazone (1973) van Arthur Spronken. Naast de Statenzaal staat het kunstwerk The Window Of Your Eyes (2012) van Giny Vos, dat bestaat uit boomstammen, glazen buizen en leds. Een groep boomstammetjes van 4 meter hoog vormt een raster waarin een kom van licht lijkt te drijven. In de Statenzaal staat sinds 2014 een bronzen buste van koning Willem-Alexander, gemaakt door Natasja Bennink.